# Rüdiger Lotter
Rüdiger Lotter (* 3. März 1969 in Arnsberg)  ist ein deutscher Geiger und Dirigent, der insbesondere als Interpret von Musik des 17. und 18. Jahrhunderts bekannt ist.

## Leben und künstlerisches Wirken
Der Sohn eines Physikers studierte Violine, Dirigat und Musikwissenschaft an der Robert Schumann Hochschule in Düsseldorf und Köln.
Nach dem Studium entschied er sich zunächst für eine Laufbahn als Orchestermusiker, wirkte bei den Münchner Philharmoniker und war langjähriges Mitglied des Münchner Kammerorchesters, wo er zunächst als stellvertretender Konzertmeister, später als Stimmführer wirkte. Zugleich verfolgte Rüdiger Lotter den Weg der historischen Aufführungspraxis, gründete mit dem Ensemble „Lyriarte“ ein Kammermusik-Ensemble für historische Aufführungspraxis, wurde ab 2004 als Barockgeiger Exklusivkünstler für Oehms Classics und spielte dort zahlreiche prämierte Aufnahmen ein, die bis heute im Katalog des Labels zu finden sind.
Im Jahr 2009 gründete er mit Hofkapelle München ein Originalklang-Ensemble, mit dem er seit fünfzehn Jahren internationale Erfolge feiert und das 2015 mit dem Echo Klassik ausgezeichnet wurde. Über eine seiner ersten Einspielungen mit der Hofkapelle München, den Brandenburgischen Konzerten, schrieb die Fachpresse: „Fakt ist, dass sich künftige Einspielungen an dieser Aufnahme werden messen lassen müssen.“
Als Dirigent ist er bei den großen Festivals wie dem Chopin Festival in Warschau, dem Schleswig-Holstein-Festival, dem Rheingau Musik Festival, dem MA Festival in Brügge, den Innsbrucker Festwochen, den Tagen Alter Musik Regensburg, der Styriarte oder der den Tagen alter Musik in Herne zu Gast. Er leitete bereits Orchester wie das Sinfonieorchester des Westdeutschen Rundfunks, die Bochumer Sinfoniker, die Düsseldorfer Sinfoniker oder das Orchester der Ludwigsburger Schlossfestspiele. Rüdiger Lotter verfügt über eine reiche Erfahrung in der Zusammenarbeit mit international bekannten Sängern wie Christiane Karg, Franco Fagioli, Julia Lezhneva, Yeree Suh, Max Emanuel Cencic, Valer Sabadus, Anna Lucia Richter, Olivia Vermeulen oder Julian Prégardien. Auch mit Chören wie dem Chor des bayerischen Rundfunks, dem Chorwerk Ruhr oder dem Chor der KlangVerwaltung hat Rüdiger Lotter zusammengearbeitet.
Um Historie und Repertoire der Hofkapelle München besser abbilden zu können, erweiterte Rüdiger Lotter die Hofkapelle München 2024 um einen Profichor, dem Chor der Hofkapelle München.
Als begeisterter Musikentdecker setzt Rüdiger Lotter immer wieder auf unbekannte Werke des Barocks und der Klassik. So auch in seiner Zusammenarbeit mit dem Bariton Konstantin Krimmel auf der bei Alpha erschienenen CD „Zauberoper“: für diese Aufnahme stellte er unter anderem die Ideenschmiede von Franz Schikaneder und dessen Theater auf der Wieden in den Mittelpunkt der Programm-Konzeption. Seine Wiederaufführung und CD-Aufnahme der Schikaneder-Oper „der Stein der Weisen“ mit Daniel Behle und Michael Schade in den Hauptrollen wurde beim Mozartfest Würzburg 2023 enthusiastisch aufgenommen und wurde 2025 am Theater an der Wien wiederholt. 2024 realisierte Rüdiger Lotter seine eigene Fassung der „Zauberflöte“, die, bei den Festspielen Herrenchiemsee und im Konzerthaus Blaibach aufgeführt, in der Presse für großes Aufsehen sorgte. Lotters Repertoire von der Alten Musik bis zu zeitgenössischen Kompositionen. So dirigierte er 2020 im Rahmen des „No Beethoven“- Projekts der Kölner Philharmonie die Uraufführung des für die Hofkapelle München geschriebenen Werks „Händeküssen“ von Lisa Streich.
Seit 2023 lehrt Rüdiger Lotter Violine und historische Aufführungspraxis an der Akademie für Tonkunst in Darmstadt und leitet dort auch Orchesterprojekte der Akademie.
Seit 2022 ist er auch Vize-Präsident der deutschen Mozart-Gesellschaft Augsburg.

## Diskografie
der Stein der Weisen oder die Zauberinsel, Michael Schade, Martin Summer, Jonas Müller, Elena Harsányi, Kai Kluge, Leonor Amaral, Theresa Pilsl, Katja Maderer, Joachim Höchbauer, Hofkapelle München, Chor der Klangverwaltung, Dir. Rüdiger Lotter, Sony DHM 2024
- Zauberoper, Konstantin Krimmel Bariton, Hofkapelle München Dir. Rüdiger Lotter, Alpha 2022
- Angel, Devil, Priest Violinkonzerte von Leclair, Locatelli, Vivaldi, Hofkapelle München Solist und Dir. Rüdiger Lotter, Solistin Chouchane Siranossian, DHM 2014
- Johann Sebastian Bach: Sechs Brandenburgische Konzerte, Hofkapelle München Dir. Rüdiger Lotter, Solisten: Dorothee Oberlinger, Hille Perl, Martin Sandhoff, Laura Vukobratovic, Florian Deuter, Olga Watts, Walter Rumer, u. a., Eine Aufnahme aus der Himmelfahrtskirche / München. dhm (Sony music) 2013
- Johann Sebastian Bach: Sonaten & Partiten, Rüdiger Lotter (Violine), OehmsClassics Musikproduktion 2013
- Antonio Veracini, Francesco Maria Veracini: The Enigmatic Art of Antonio & Francesco Maria Veracini, Lyriarte – Lotter, Oberlinger, Watts, Wolf, Goltz, OehmsClassics Musikproduktion 2012
- Leopold Mozart: Solosonaten und Trios, Rüdiger Lotter (Violine), Sebastian Hess (Violoncello), Christine Schornsheim (Basso Continuo). OehmsClassics Musikproduktion 2012
- Giovanni Benedetto Platti: Sonatas for violoncello, violin & basso continuo, Rüdiger Lotter (Violine), Sebastian Hess (Violoncello), Florian Birsak (Basso Continuo/Hammerflügel). OehmsClassics Musikproduktion 2012
- Francesco Maria Veracini, Francesco Saverio Geminiani: Violin Sonatas, Lyriarte – Rüdiger Lotter (Violine), Olga Watts (Cembalo), OehmsClassics Musikproduktion 2012
- Luciano Berio, Heinrich Ignaz Franz Biber: Music for violins, Irvine Arditti (Violine), Rüdiger Lotter (Violine), Olga Watts (Cembalo), Axel Wolf (Laute), 2006
- Heinrich Ignaz Franz Biber: Mysteriensonaten, Lyriarte – Rüdiger Lotter (Violine), Olga Watts (Cembalo), Axel Wolf (Laute), 2005
- Jörg Widmann: Fünf Bruchstücke, Jörg Widmann (Klarinette), Silke Avenhaus (Klavier), Carolin Widmann (Violine), Muriel Cantoreggi (Violine), Rüdiger Lotter (Violine), Kelvin Hawthorne (Viola), Christoph Richter (Violoncello), Dominique My (Leitung), 2003
- Alessandro Scarlatti: Tiranno Amore – Cantate da camera a voce sola, Cavalli, 2002
- Evaristo Felice Dall’Abaco, Heinrich Ignaz Franz von Biber, Johann Sebastian Bach, Johann Christoph Pezel, Esaias Reusner, Giuseppe Torelli – Weihnachten am Münchner Hof, 2010

## Veröffentlichung(en)
- Rüdiger Lotter: Das Geheimnis der Mysteriensonaten – ein neues Erklärungsmodell, Concerto. Jg. 22/2005. Nr. 203. S. 32–36

## Auszeichnungen
- 6. internationaler Wettbewerb, „Premio Bonporti“ in Rovereto/Italien, 2001, 2. Preis
- 4. Internationaler Heinrich-Schmelzer-Wettbewerb in Melk/Österreich, 2002. 2. Preis